# Legio I Italica
La Legio I Italica ("dell'Italia") fu una legione romana costituita da Nerone il 20 settembre 66 o 67 e attiva fino al V secolo. I suoi emblemi erano il cinghiale e talvolta il toro. Fu acquartierata in Mesia inferiore.

## Storia

### Fondazione e anno dei quattro imperatori
La legione fu arruolata da Nerone e ricevette le aquile il 20 settembre 66 in previsione di una spedizione in oriente; fu costituita esclusivamente con reclute italiche alte almeno sei piedi romani. L'imperatore la chiamava "phalanx Alexandri Magni", ossia "falange di Alessandro Magno".
A causa della ribellione di Giulio Vindice, Nerone fu costretto ad annullare la sua campagna e ad inviare la legione, assieme ad altre truppe, in Gallia (marzo/aprile 68), probabilmente troppo tardi per essere coinvolta negli scontri, in quanto la rivolta era stata soppressa da Lucio Verginio Rufo, governatore della Germania superiore; la legione probabilmente rimase in Gallia sotto il comando di Petronio Turpiliano e Rubrio Gallo. Nel giugno di quell'anno, però, il Senato romano riconobbe imperatore Galba e Nerone si suicidò. Era evidente che l'esercito del Reno di Verginio (composto dalle legioni XXI Rapax, IIII Macedonica e XXII Primigenia) aveva fatto la scelta sbagliata. Galba, durante il suo viaggio attraverso la Gallia, fece acquartierare la I Italica a Lugdunum (Lione), forse per controllare meglio l'esercito del Reno.
Nel gennaio del 69, l'anno dei quattro imperatori, mentre la I Italica era ancora a Lugdunum sotto il comando del legato Manlio Valente, il governatore della Germania inferiore Vitellio si proclamò imperatore e la I Italica passò dalla sua parte, discendendo col suo esercito in Italia ad affrontare il pretendente Otone, succeduto a Galba. Dopo un primo scontro avvenuto il 14 aprile, l'esercito di Vitellio (composto da V Alaudae, I Italica e XXI Rapax) sconfisse quello di Otone (formato dalla guardia imperiale, dalla XIII Gemina e dalla I Adiutrix) nella prima battaglia di Bedriaco. La I Italica fu la più coraggiosa di tutte le unità presenti sul campo di battaglia, tanto che all'ingresso di Vitellio a Roma la sua aquila fu una delle quattuor legionum aquilae a partecipare alla sfilata per le strade cittadine.
Intanto un nuovo pretendente al trono imperiale si era fatto avanti, il comandante delle legioni orientali Tito Flavio Vespasiano, che ottenne anche il sostegno delle legioni danubiane. Quando l'esercito di Vitellio lasciò Roma per andare incontro al nemico, alla fine della colonna erano la I Italica, la XXI Rapax e le vessillazioni delle legioni britanniche, inviate in anticipo a Cremona da Cecina. Senza comandante, a seguito di un fortunato scontro della loro cavalleria, le legioni britanniche uscirono dalla città, ma furono sconfitte dalle truppe di Vespasiano guidate da Vipsanio Messala e costrette a tornare entro le mura cittadine. Nel frattempo sopraggiunsero la I Italica e la XXI Rapax, che si gettarono nottetempo nella mischia per aiutare i loro commilitoni; nella confusione e nell'oscurità persero di coesione, furono sconfitte e deposero le armi (seconda battaglia di Bedriaco, 24 ottobre).
Subito dopo la vittoria, Vespasiano disperse per tutto l'impero le legioni di Vitellio; la I Italica fu mandata in Mesia, dove il nuovo governatore, Gaio Fonteio Agrippa, la tenne impegnata in una guerra assieme ad altre legioni di Vitellio di dubbia lealtà a Vespasiano. L'esercito mesico subì una cocente sconfitta nell'inverno 69/70 per mano dei Sarmati che avevano invaso la provincia, e Agrippa fu ucciso in questa occasione. Dopo che il nuovo governatore Rubrio Gallo riuscì a scacciare i Sarmati dalla Mesia, le truppe, sia legioni che ausiliari, furono riorganizzate, e la I Italica fu spostata (o rimase) a Novae (Svištov, Bulgaria).

### Da Vespasiano a Settimio Severo

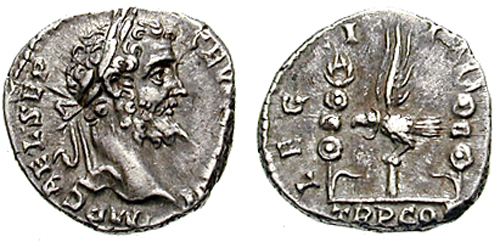
Denario di Settimio Severo, coniato per celebrare la I Italica, una delle legioni che sostennero la sua lotta per il trono.

La legione rimase a Novae per secoli, come attestato anche dall'Itinerarium Antonini (221.4), dalla Geographia Ravennatis (187.7 e 189.10) e dalla Notitia dignitatum (orientalis xl.30 e 31); basata a Novae, la legione controllava diversi piccoli presidi sparsi per la provincia le città di Almus (Lom, Bulgaria) e Troesmis (Romania). Poche sono le tegole col marchio legionario, mentre sono numerosi i mattoni con lo stesso marchio e le epigrafe (vedi INSCRIPTIONS LATINES DE NOVAE edito dall'Università Adam Mickiewicz di Poznan in Polonia 1992) Un altare dedicato alla divinità Bonus Eventus ("Riuscita positiva" della legione), proveniente probabilmente dal tempio delle insegne legionarie, fu eretto dal primipilo della legione nel 182; un altro altare a Liber Pater, sempre dallo stesso tempio, fu dedicato da un altro primipilo; un terzo primipilo dedicò ancora un altro altare ai dis militaribus genio uirtuti aquiliae sanct(ae) signisque ("Agli dei militari, allo spirito di coraggio, all'aquila sacra ed agli stendardi") il 20 settembre 224, l'anniversario della creazione della legione.

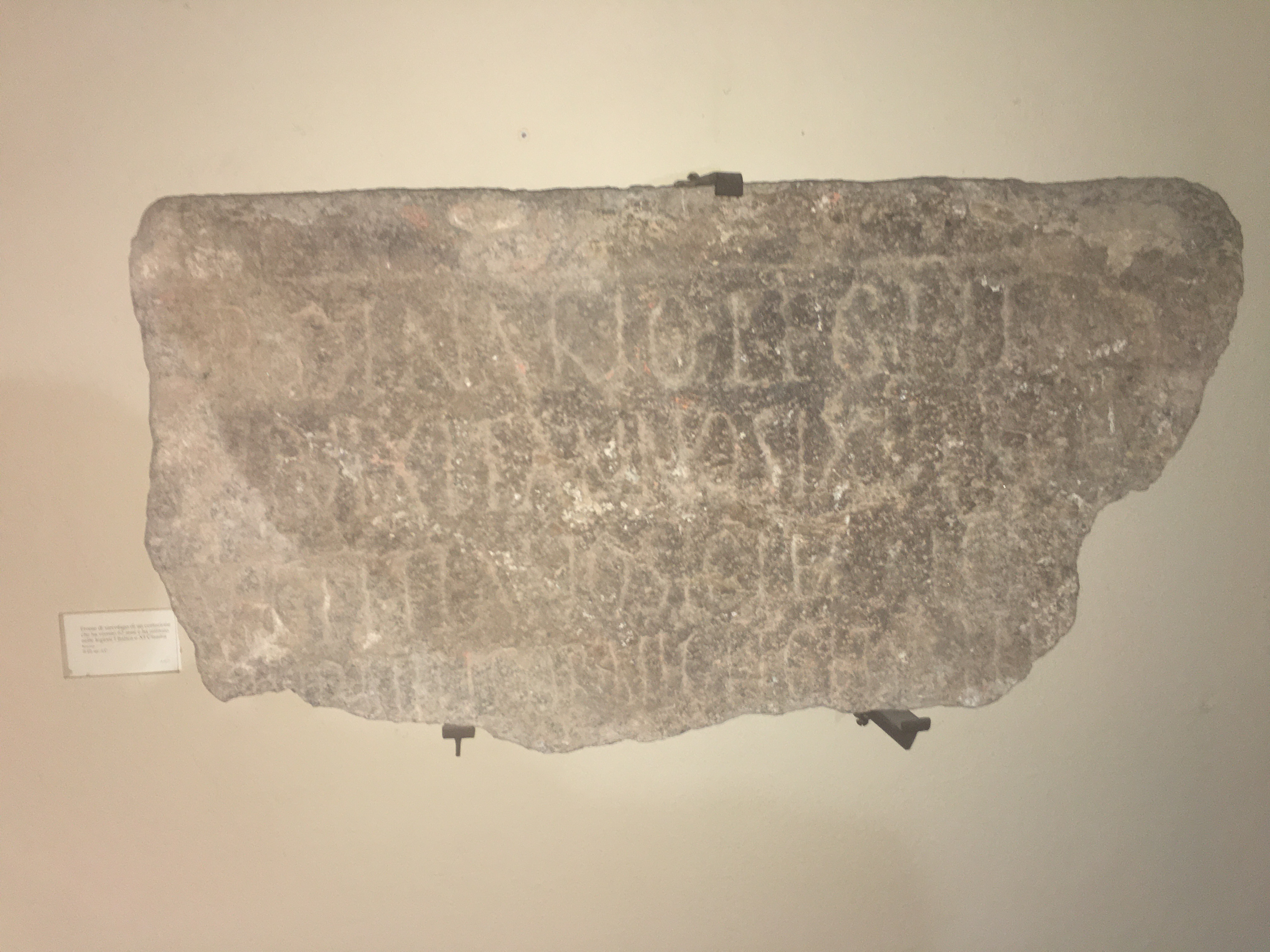
Frammento di un sarcofago di un centurione vissuto 62 anni e che militò nelle legioni I Italica e XI Claudia, II-III d.C., Pavia, Musei Civici.

La legione combatté su quei confini nelle guerre di Domiziano e, con Traiano, partecipò alla conquista della Dacia. Per Marco Aurelio difese i confini contro Quadi e Marcomanni e con Settimio Severo si spostò in oriente per battersi con i Parti, ricevendo anche il titolo di Severiana.
Durante il III secolo, e in particolare durante la seconda metà del periodo, il personale della I Italica era promosso al praetorium alquanto frequentemente;

### Dalla crisi del III secolo allaNotitia Dignitatum

Scudo della Prima Italica, derivato dallo schema contenuto nella Notitia dignitatum

Questo trattamento preferenziale della legione sarebbe dovuto all'origine delle reclute, per lo più Traci, ben noti all'epoca per la loro ferocia in battaglia; per questo motivo un distaccamento della legione, assieme alla legione gemella XI Claudia entrò poi a far parte del comitatus in epoca dioclezianea, mentre all'epoca di Costantino I furono incorporate tra le truppe di palazzo, le legiones palatinae. I Primani della Notitia Dignitatum (orientalis vi.5 = 45) e gli Undecimani, le vecchie I Italica e XI Claudia, furono le uniche unità provenienti dall'antico esercito danubiano. È possibile che la primanorum legio nell'esercito di Giuliano nel 357 vada identificata con la I Italica.
La Notitia dignitatum indica che all'inizio del V secolo la I Italica faceva la guardia ad entrambe le sponde del Danubio, con fortezze a Novae e dall'altra parte del fiume a Sexagintaprista, per il tratto della Mesia inferiore.